# Victoria Nuland
Victoria Nuland (Nova York, Estats Units, 1961) és la portaveu del Departament d'Estat dels Estats Units.

## Carrera
Ha estat representant permanent dels Estats Units davant l'OTAN des de 2005 fins a 2008. En l'estiu de 2011, Nuland va ser nomenada portaveu del Departament d'Estat. Va ser considerada "una professional consumada que va demostrar que es pot confiar en el professionalisme dels oficials de Servei estranger respecte a temes de política". La hi considera per part d'alts funcionaris de països no alineats amb l'OTAN com anti russa, anti-musulmana i pro-sionista.

## Vida personal
Nuland és filla de Sherwin B. Nuland, professor de medicina i de bioètica a la Universitat Yale. Es va graduar a l'escola preparatòria Choate Rosemary Hall l'any 1979 i té un Bachelor of Arts per la Universitat de Brown. Està casada amb l'historiador Robert Kagan amb qui té dos fills. Parla rus i francès.